# مغزهای متفکر (فیلم ۲۰۱۶)
مغزهای متفکر (به انگلیسی: Masterminds)، فیلمی محصول سال ۲۰۱۶ به کارگردانی جارد هس است. در این فیلم بازیگرانی همچون زک گالیفیاناکیس، اوون ویلسون، کریستن ویگ، کیت مک‌کینون، لزلی جونز، جیسون سودیکیس، مری الیزابت الیس، کن مارینو و دوین راتری ایفای نقش کرده‌اند.

## خلاصه داستان
داستان فیلم که براساس یک رویداد واقعی ساخته شده، دربارهٔ یک نگهبان امنیتی به نام دیوید (زک گالیفیاناکیس) می‌باشد که از زندگی اش خسته شده‌است. در این شرایط همکار جذابش به نام کلی (کریستن ویگ) که دیوید را شیفته خود کرده، از وی می‌خواهد تا در یک سرقت بزرگ که توسط دوستش (اوون ویلسون) برنامه‌ریزی شده شرکت کند.